# Miguel Tapias
Miguel Ángel Tapias Dávila (* 9. Januar 1997 in Hermosillo, Sonora) ist ein mexikanischer Fußballspieler auf der Position eines Verteidigers.

## Karriere
Tapias wurde im Nachwuchsbereich des CF Pachuca ausgebildet und zur Sammlung von Erfahrung im Profifußball für die Spielzeiten 2016/17 und 2017/18 an den Zweitligisten Mineros de Zacatecas  ausgeliehen.
Zur Saison 2018/19 erhielt Tapia einen Vertrag beim CF Pachuca, mit dem er in der Apertura 2022 die mexikanische Fußballmeisterschaft gewann. 
Im Februar 2023 wechselte Tapias zum MLS-Franchise Minnesota United und im Januar 2025 zurück nach Mexiko zum Club Deportivo Guadalajara.

## Erfolge
- Mexikanischer Meister: Apertura 2022